# Ander Herrera
Ander Herrera Agüera (Bilbao, 14 agosto 1989) è un calciatore spagnolo, centrocampista del Boca Juniors.

## Biografia
Il padre di Ander Herrera, Pedro, giocò nel Real Saragozza dal 1982 al 1988 disputando 201 partite ufficiali e vincendo la Coppa del Re nella stagione 1985-1986.

## Caratteristiche tecniche
È un centrocampista molto rapido, può ricoprire diverse posizioni, è dotato di fantasia e di una grande visione di gioco. Si caratterizza per il suo lavoro in fase di non possesso e la sua reattività.
Nel 2010 è stato inserito nella lista dei migliori calciatori nati dopo il 1989 stilata da Don Balón.

## Carriera

### Club

#### Real Saragozza
Arriva al Real Saragozza da adolescente, dopo alcune stagioni nelle giovanili, il 29 agosto 2009 debutta contro il Tenerife. Con le sue ottime prestazioni conquista i tifosi e attira su di sé l'interesse di alcune grandi squadre europee. Colleziona anche diverse presenze con le nazionali giovanili spagnole, trionfando nei Giochi del Mediterraneo del 2009.
Il 7 febbraio 2011 firma con l'Athletic Bilbao un contratto fino a giugno 2016 con una clausola rescissoria fissata a 36 milioni di euro per le prime tre stagioni e 40 milioni per le ultime due, ma finisce la stagione 2010-2011 con il Real Saragozza. Il 21 maggio gioca la sua ultima partita con il Real Saragozza in casa del Levante e la squadra aragonese si salva dalla retrocessione all'ultimo momento. In totale colleziona 86 presenze e 6 gol con la prima squadra, oltre agli altri anni trascorsi nelle giovanili.
Il 23 maggio saluta e ringrazia i suoi vecchi tifosi con una conferenza stampa in cui dichiara di essere orgoglioso di aver vestito la maglia del Real Saragozza. La sera dello stesso giorno avviene la presentazione ufficiale con l'Athletic Bilbao.

#### Athletic Bilbao
Con la maglia della squadra basca Herrera disputa 3 stagioni, giocando 94 partite e mettendo a segno 7 reti nella Liga.

#### Manchester United
Il 26 giugno 2014 la società basca annuncia sul proprio sito ufficiale di aver ceduto il giocatore al Manchester United dopo aver riscosso l'intera clausola rescissoria di 42 milioni di euro. Il 16 agosto 2014 trova la prima presenza in Premier League e con la nuova maglia nella gara persa per 2-1 in casa contro lo Swansea City. Il 14 settembre trova il primo gol con la nuova maglia nella gara vinta in casa 4-0 contro il QPR. Si ripete anche alla quinta giornata segnando un gol nella gara persa 5-3 sul campo del Leicester City.
Il 4 gennaio 2015 trova la prima presenza con la maglia del Manchester United nella gara di FA Cup giocata e vinta 2-0 sul campo dello Yeovil Town. Nell'occasione segna il gol del momentaneo 1-0 che tra l'altro è il suo primo gol nella competizione. Il 4 aprile segna la sua prima doppietta con il Manchester United nella partita vinta per 3-1 contro l'Aston Villa.
Il 24 maggio 2017, alla terza stagione con la maglia dei Red Devils, vince l'Europa League, battendo 2-0 l'Ajax nella finale di Stoccolma, partita che il giocatore spagnolo gioca da titolare. Rimane a Manchester per altre 2 stagioni, per poi comunicare l'11 maggio 2019 la sua decisione di lasciare il club.

#### Paris Saint-Germain
Il 4 luglio 2019 viene ufficializzato il suo passaggio a parametro zero al Paris Saint-Germain. In tre stagioni con il club parigino colleziona complessivamente 95 presenze, mettendo a segno 6 gol e vincendo due campionati francesi, tre Supercoppe di Francia, due Coppe di Francia e una Coppa di Lega francese.

#### Il ritorno all'Athletic Bilbao
Il 27 agosto 2022, dopo 8 anni, torna ufficialmente all'Athletic Bilbao in prestito con diritto di riscatto.
Il 1º febbraio 2023 viene riscattato dal Bilbao.
Il 17 gennaio 2025 rescinde il suo contratto coi baschi.

### Nazionale
Esordisce con la maglia della nazionale della Spagna il 15 novembre 2016 nell'amichevole conclusasi sul 2-2 contro l'Inghilterra.

## Statistiche

### Presenze e reti nei club
Statistiche aggiornate al 17 giugno 2025.
| Stagione                   | Squadra                    | Campionato                 | Campionato | Campionato | Coppe nazionali | Coppe nazionali | Coppe nazionali | Coppe continentali | Coppe continentali | Coppe continentali | Altre coppe | Altre coppe | Altre coppe | Totale | Totale |
| Stagione                   | Squadra                    | Comp                       | Pres       | Reti       | Comp            | Pres            | Reti            | Comp               | Pres               | Reti               | Comp        | Pres        | Reti        | Pres   | Reti   |
| -------------------------- | -------------------------- | -------------------------- | ---------- | ---------- | --------------- | --------------- | --------------- | ------------------ | ------------------ | ------------------ | ----------- | ----------- | ----------- | ------ | ------ |
| 2008-2009                  | Real Saragozza             | SD                         | 19         | 2          | CR              | 0               | 0               | -                  | -                  | -                  | -           | -           | -           | 19     | 2      |
| 2009-2010                  | Real Saragozza             | PD                         | 30         | 2          | CR              | 2               | 0               | -                  | -                  | -                  | -           | -           | -           | 32     | 2      |
| 2010-2011                  | Real Saragozza             | PD                         | 33         | 2          | CR              | 2               | 0               | -                  | -                  | -                  | -           | -           | -           | 35     | 2      |
| Totale Real Saragozza      | Totale Real Saragozza      | Totale Real Saragozza      | 82         | 6          |                 | 4               | 0               |                    | -                  | -                  |             | -           | -           | 86     | 6      |
| 2011-2012                  | Athletic Bilbao            | PD                         | 32         | 1          | CR              | 9               | 2               | UEL                | 13                 | 1                  | -           | -           | -           | 54     | 4      |
| 2012-2013                  | Athletic Bilbao            | PD                         | 29         | 1          | CR              | 2               | 0               | UEL                | 4                  | 1                  | -           | -           | -           | 35     | 2      |
| 2013-2014                  | Athletic Bilbao            | PD                         | 33         | 5          | CR              | 6               | 0               | -                  | -                  | -                  | -           | -           | -           | 39     | 5      |
| 2014-2015                  | Manchester United          | PL                         | 26         | 6          | FACup+CdL       | 5+0             | 2               | -                  | -                  | -                  | -           | -           | -           | 31     | 8      |
| 2015-2016                  | Manchester United          | PL                         | 27         | 3          | FACup+CdL       | 6+1             | 0               | UCL+UEL            | 4+3                | 1+1                | -           | -           | -           | 41     | 5      |
| 2016-2017                  | Manchester United          | PL                         | 31         | 1          | FACup+CdL       | 3+6             | 0+1             | UEL                | 9                  | 0                  | CS          | 1           | 0           | 50     | 2      |
| 2017-2018                  | Manchester United          | PL                         | 26         | 0          | FACup+CdL       | 4+2             | 2+0             | UCL                | 6                  | 0                  | SU          | 1           | 0           | 39     | 2      |
| 2018-2019                  | Manchester United          | PL                         | 22         | 2          | FACup+CdL       | 3+1             | 1+0             | UCL                | 2                  | 0                  | -           | -           | -           | 28     | 3      |
| Totale Manchester United   | Totale Manchester United   | Totale Manchester United   | 132        | 12         |                 | 31              | 6               |                    | 24                 | 2                  |             | 2           | 0           | 189    | 20     |
| 2019-2020                  | Paris Saint-Germain        | L1                         | 8          | 1          | CF+CdL          | 4+3             | 0               | UCL                | 6                  | 0                  | SF          | 1           | 0           | 22     | 1      |
| 2020-2021                  | Paris Saint-Germain        | L1                         | 31         | 1          | CF              | 3               | 0               | UCL                | 10                 | 0                  | SF          | 1           | 0           | 45     | 1      |
| 2021-2022                  | Paris Saint-Germain        | L1                         | 19         | 3          | CF              | 2               | 0               | UCL                | 6                  | 1                  | SF          | 1           | 0           | 28     | 4      |
| Totale Paris Saint-Germain | Totale Paris Saint-Germain | Totale Paris Saint-Germain | 58         | 5          |                 | 12              | 0               |                    | 22                 | 1                  |             | 3           | 0           | 95     | 6      |
| 2022-2023                  | Athletic Bilbao            | PD                         | 17         | 0          | CR              | 3               | 0               | -                  | -                  | -                  | -           | -           | -           | 20     | 0      |
| 2023-2024                  | Athletic Bilbao            | PD                         | 23         | 0          | CR              | 4               | 0               | -                  | -                  | -                  | -           | -           | -           | 27     | 0      |
| 2024-gen. 2025             | Athletic Bilbao            | PD                         | 8          | 0          | CR              | 1               | 0               | UEL                | 5                  | 0                  |             | -           | -           | 14     | 0      |
| Totale Athletic Bilbao     | Totale Athletic Bilbao     | Totale Athletic Bilbao     | 142        | 7          |                 | 25              | 2               |                    | 22                 | 2                  |             | -           | -           | 189    | 11     |
| 2025                       | Boca Juniors               | PD                         | 6          | 0          | CA              | 1               | 0               | CL                 | 1                  | 0                  | Cmc         | 1           | 0           | 9      | 0      |
| Totale carriera            | Totale carriera            | Totale carriera            | 420        | 30         |                 | 73              | 8               |                    | 69                 | 5                  |             | 6           | 0           | 568    | 43     |

### Cronologia presenze e reti in nazionale
| Cronologia completa delle presenze e delle reti in nazionale ― Spagna | Cronologia completa delle presenze e delle reti in nazionale ― Spagna | Cronologia completa delle presenze e delle reti in nazionale ― Spagna | Cronologia completa delle presenze e delle reti in nazionale ― Spagna | Cronologia completa delle presenze e delle reti in nazionale ― Spagna | Cronologia completa delle presenze e delle reti in nazionale ― Spagna | Cronologia completa delle presenze e delle reti in nazionale ― Spagna | Cronologia completa delle presenze e delle reti in nazionale ― Spagna |
| Data                                                                  | Città                                                                 | In casa                                                               | Risultato                                                             | Ospiti                                                                | Competizione                                                          | Reti                                                                  | Note                                                                  |
| --------------------------------------------------------------------- | --------------------------------------------------------------------- | --------------------------------------------------------------------- | --------------------------------------------------------------------- | --------------------------------------------------------------------- | --------------------------------------------------------------------- | --------------------------------------------------------------------- | --------------------------------------------------------------------- |
| 15-11-2016                                                            | Londra                                                                | Inghilterra                                                           | 0 – 2                                                                 | Spagna                                                                | Amichevole                                                            | -                                                                     | 56’                                                                   |
| 28-3-2017                                                             | Saint-Denis                                                           | Francia                                                               | 0 – 2                                                                 | Spagna                                                                | Amichevole                                                            | -                                                                     | 74’                                                                   |
| Totale                                                                |                                                                       | Presenze                                                              | 2                                                                     |                                                                       | Reti                                                                  | 0                                                                     |                                                                       |

## Palmarès

### Club

#### Competizioni nazionali
- Coppa d'Inghilterra: 1

Manchester United: 2015-2016
- Community Shield: 1

Manchester United: 2016
- Coppa di Lega inglese: 1

Manchester United: 2016-2017
- Supercoppa francese: 3

Paris Saint-Germain: 2019, 2020, 2022
- Campionato francese: 2

Paris Saint-Germain: 2019-2020, 2021-2022
- Coppa di Francia: 2

Paris Saint-Germain: 2019-2020, 2020-2021
- Coppa di Lega francese: 1

Paris Saint-Germain: 2019-2020
- Coppa di Spagna: 1

Athletic Bilbao: 2023-2024

#### Competizioni internazionali
- UEFA Europa League: 1

Manchester United: 2016-2017

### Nazionale
- Giochi del Mediterraneo: 1

 Pescara 2009
- Campionato d'Europa Under-21: 1

2011

### Individuale
- Inserito nella selezione UEFA dell'Europeo Under-21: 1

Danimarca 2011
- Squadra della stagione della UEFA Europa League: 1

2016-2017